# Principat de Pratabgarh

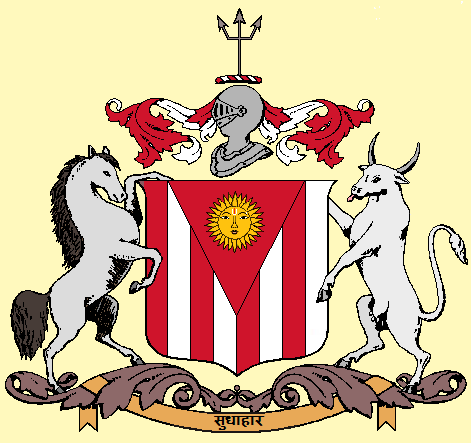
Escut

Partabgarh o Pratapgarh fou un principat de l'Índia, a la residència de Mewar a la Rajputana. Limitava al nord i nord-oest amb Udaipur; a l'oest i sud-oest amb Banswara; al sud amb Ratlam; i a l'est amb Jaora, i els districtes de Mandasor i Nimach (de Sindhia) i un exclau del districte de Rampura-Bhanpura (d'Indore). La salutació era de 15 canonades.

## Geografia i clima
La major part de l'estat és terra oberta però el nord-oest és rocós i muntanyós i en alguns lloc arriba a uns 600 metres; una serralada forma tota la frontera occidental. No hi ha rius importants, i el més llarg és el Jakam que neix prop de Chhoti Sadri a Udaipur i corre pel nord-oest de l'estat desaiguant en el riu Som, afluent del Mahi.
Els jaciments arqueològics més destacats del territori de l'estat són Janagarh (17 km al sud-oest de la capital) amb un antic fort que fou suposadament residència d'un príncep mogol, i on resten una mesquita, banys i estables; Sheva a 3 km de Salimgarh, que segons la tradició fou la magnífica ciutat de Shivnagri, capital d'un gran estat, i que inclou una fortalesa i diversos temples (un dels quals dedicat a Xiva; Virpir, prop de Sohagpura, amb un temple jain d'uns dos mil anys; i Ninor, al sud-est.

## Demografia
L'estat estava formada per 413 ciutats i pobles (1 ciutat i 412 pobles). La principal ciutat era Pratabgarh (Rajasthan).
La població al cens del 1881 era 79.568 habitants, el 1891 de 87.975 habitants, el 1901 de 52.025 habitants i el 1931 de 76.539 habitants.
L'ètnia principal eren els bhils (21%); els seguien els mahajans (11%), els bramans, els rajputs, els kumhars, i els chamars. La llengua principal era el malwí o rangrí, i la major part de la població de religió hindú.

## Govern i administració
L'estat estava dividit en tres zilas o districtes:Partabgarh,Magra,,Sagthali. El de Partabgarh era el més poblat (32.166 el 1901 en 1 ciutat i 144 pobles) i el de Sagthali el que tenia més pobles (171 pobles i 14.013 habitants). Magra tenia 97 pobles i 5.846 habitants. L'administració corresponia al sobirà amb el títol de maharawat i assistit per un kamdar (ministre) i en matèries judicial per un consell d'onze membres anomenat Raj Sabha. Cada districte (zila) estava governat per un hakim.

### Segells i moneda
El 1901 hi havia 2 oficines de correus i una de telègraf. L'estat no disposava de servei postal propi, però emissions de segells fiscals existeixen entre 1908 i 1950.
Segons la tradició local una fàbrica de moneda es va establir al començament del segle XVIII, però la història és poc probable. Si que van circular monedes però no fabricades a l'estat, que foren conegudes com a salim shahi, del sobirà de Partabgarh, Salim Singh (1758-1775).
Després del 1904 l'única moneda legal fou la moneda britànica, encara que va costar eliminar la moneda local.

### Escut i bandera
L'escut de l'estat era partit horitzontalment, a sobre de gules i a sota de plata; pal vertical azure al mig, a la part superior del qual un sol d'11 rajos; al damunt elm de plata amb llambrequins de plata i gules; sobre l'elm el trisul (trident sagrat) daurat sobre una branca de plata. L'escut està aguantat per un cavall de plata al costat dret (dexter, esquerra de l'observador) amb cabellera i cua negra) i un bou negre amb corns de plata (a la dreta de l'observador, sinister). Descansen sobre un terra de color verd. A la part inferior una cinta blanca amb lletres vermelles amb el lema (lletres sànscrites) Sudh barkan.
La bandera de l'estat, adoptada el 1877, era de proporció 4:7, vermella amb la vora dels quatre costats blanca, i al centre del vermell un sol en esplendor d'11 rajos, amb rostre. Abans de 1877 la bandera no tenia el sol.
L'estendard reial era idèntic a la bandera d'estat adoptada el 1877, però amb les vores de color groc en lloc de blanc.

### Exèrcit i policia
L'estat disposava d'un exèrcit de 13 artillers, 22 membres de la cavalleria i 76 de la infanteria, i 19 canons (tots fora de servei).
La policia la formaven 170 homes incloent sis muntats. Una presó a la capital podia contenir el 1901 23 presoners mascles i 17 femelles; com que la mitjana al dia era de 33 en total, es va haver de construir una nova presó més gran.

### Justícia
Les corts inferiors eren les dels hakims dels que dos eren de segons classe (Partabgarh i Sagthali) i el tercer (a Magra) de tercera classe). La Cort Civil i Criminal Sadr decidia sobre afers superiors i apel·lacions als judicis dels hakims i els seus jutges són magistrats de primera classe; la cort suprema era la raj sabha, per casos importants i apel·lació de la cort Sadr. Amb aprovació del sobirà el seu poder era absolut.
Els principals takhurs tenien alguna jurisdicció judicial als seus dominis.

### Possessió de la terra
La terra estava repartida en tres modalitats: en arrendament de l'estat o khalsa, chakrana i dharmada. Els llocs khalsa, terres del sobirà de les que el darbar (govern) cobrava directament la renda eren posseïts pel sistema anomenat ryotwari amb pocs zamindars  intermediaris; la terra no es podia vendre però no podia ser confiscada més que en casos extrems i generalment era hereditària. Les terres chakrana eren les concedides als rajputs i oficials per serveis a l'estat i es tenien a canvi de serveis i sovint també de tribut i no podien ser venudes; les terres dharmada eren les concedides als bramans, als temples, als charans i als bhats que les gaudien lliures de renda sense possibilitat de ser venudes.
Un intent el 1875 d'establir rendes per deu anys va fracassar per l'oposició dels terratinents que van posar en contra de la mesura al poble. Però els intents pel cobrament regular i efectiu de les rendes van continuar al segle XX.

## Economia i comunicacions
El districte del nord-oest produeix únicament moresc; la resta del país és fèrtil i produeix blat, canya de sucre, moresc, jowar, civada i opi; el cultiu dels bhils, conegut com a walar, produïa serioses destroces a l'entorn. La irrigació és des de fonts, de les quals n'hi ha més de dos mil; també hi ha 9 cisternes però antigues i mancades de manteniment. A la part muntanyosa es produeix fusta de diverses classes, especialment teka i sàndal.
Es manufacturaven cotons i peces de roba, i objectes de llana.
S'exportava principalment l'opi i alguns productes agrícoles i s'importava roba de cotó i sal. El comerç es feia principalment amb Bombai
La fam principal fou la de 1899-1900, ja que l'estat estava millor preparat que altres. El 1899 la pluja va ser un terç del normal. Van morir milers de persones i més del 30% dels ramats.
L'estat no disposava de ferrocarril; l'estació més propera era Mandasor a la línea Rajputana-Malwa, a 32 km de la capital encara que unida per una carretera asfaltada (construïda el 1894) de la que 21 km són en territori de l'estat.

## Educació i sanitat
El 96% de la població era analfabeta el 1901 (91,7% homes i 99,9% dones). El 1901 només hi havia una escola amb 194 alumnes (menys del 3% de la po9blació en edat escolar) dels que només la meitat assistien regularment a classe; més tard es van obrir dos escoles més, una per fills de takhurs i altres nobles, i una vernacular a Deolia.
L'estat disposava d'un hospital (per 4 pacients) i un dispensari. El 1904 es van fer 643 operacions quirúrgiques. La vacunació es feia amb dificultat.

## Història
El territori fou conegut històricament com a Khantal (el límit o la vora, de khanta = frontera) perquè estava just al límit entre Malwa i Gujarat. El nord era poblat per bhils i la resta per diferents clans rajputs com els sonigara (branca dels chahuans) i els dors o dodes (dodas).
Khemkaran Singh (1433-1473), fill de Rana Mokal de Mewar (Udaipur) va rebre el jagir de Sagri o Sadri i més tard es va estendre cap al Khantal; va morir en la batalla de Dadmipur vers el 1473. L'estat fou realment fundat per Bika o Bikram, que va abandonar els seus dominis a Sadri i Dariawad el 1553 i se'n va anar al sud on va dominar a les tribus i el 1561 va fundar la ciutat de Deolia o Deogarh, que va prendre el nom d'una dona anomenada Devi Mini, que era la cap dels bhils; després va establir a la seva gent més al sud i a l'est.
Seixanta-cinc anys després un dels seus successors, Jaswant Singh, considerat massa poderós, fou convidat a Udaipur i assassinat a traïció junt amb el seu fill gran al Champa Bagh, i el Khantal fou ocupat per tropes de Mewar. El segon fill de Jaswant, Hari Singh, va anar a Delhi el 1634, on per interessos del general Mahabat Khan (un dels principals generals de Djahangir) i també per la seva pròpia habilitat, va ser reconegut com a sobirà independent per l'emperador Shah Djahan contra el pagament d'un tribut anual; va rebre tanmateix el rang de haft hazari o comandant de set mil soldats, i el títol de maharaj o maharawat (abans rawat); quan va retornar a Khantal, va expulsar a la guarnició de Mewar amb ajut de forces imperials i va posar tot el país sota el seu domini.
Pratap Singh, fill d'Hari Singh, va succeir al seu pare el 1674; va fundar la ciutat de Partabgarh o Pratapgarh el 1698 i des de llavors la ciutat va donar nom al principat encara que el nom Khantal no va desaparèixer del tot. Va morir el 30 de novembre de 1708.
Sota Sawant Singh (1775-1844) el país fou assolat pels marathes i el maharawat només va salvar la seva autonomia pagant un tribut a Holkar, cinc vegades superior que el que abans pagava a Delhi.
Després de la guerra maratha del 1803, l'estat va signar un tractat amb el britànics (1804) que fou després anul·lat per Lord Cornwallis, que va imposar un nou tractat que posava Partabgarh sota protectorat (1818); el tribut pagat a Holkar s'hauria de pagar en endavant al govern britànic.
Dalpat Singh (1844-1864) i Udai Singh (1864-1890) van governar seguidament; el primer va rebre el 1862 l'habitual sanad (decret) que permetia l'adopció, que ell mateix va fer servir, ja que va adoptar al segon. Raghunath Singh va pujar al tron el 1890 i va morir l'11 de gener de 1929.
Els seus fills l'havien premort i va pujar al tron el seu net Ram Singh II, sota el govern del qual es va formar la Unió del Rajasthan amb el mateix Pratapgarh i Banswara, Bundi, Dungarpur, Jhalawar, Kishangarh, Shahpura, Tonk i Kotah, establerta formalment el 25 de març de 1948 a la que es va afegir Udaipur tres dies després i formalment el 18 d'abril de 1948.
Ram Singh va morir el 9 de gener de 1949 i el va succeir el seu fill Ambika Pratap Singh. El 25 de març de 1949 es van unir a la Unió del Rajasthan els grans estats (Jaipur, Jodhpur, Jaisalmer i Bikaner) i es va formar el Gran Rajasthan, i finalment s'hi va incorporar la Unió de Matsya el 15 de maig de 1949 i es va formar l'estat de Rajasthan.

## Llista de maharajàs
- Khemkaran Singh 1433-1473, jagirdar de Sagri i després va adquirir possessions al Kanthal.
- Suraj Mal 1473-1530 (fill).
- Bagh Singh 1530-1535 (fill).
- Rai Singh 1535-1552 (fill).
- Bikram Singh 1552-1564 (fill), va fundar l'estat de Deolia el 1561 al Kanthal
- Tej Singh 1564-1593 (fill).
- Bhanu Singh 1593-1597 (fill)
- Sinha Singh 1597-1627 (germà)
- Jashwant Sing 1627-1628 (fill)
- Hari Singh 1628-1673 (fill), va rebre el títol de maharaj i es va titular maharawat (combinació de l'antic títol de rawat i el de maharaj) de l'emperador mogol
- Pratap Singh 1673-1708 (fill) fundador de Pratapgarh (o Partabgarh) el 1698
- Prithwi Singh 1708-1718 (fill)
- Pahar Singh 1718 (fill, mort al cap de poc)
- Sandram Singh 1718-1719 (fill +1719)
- Umaid Singh 1719-1721 (germà + 1721)
- Gopal Singh 1721-1756 (fill de Prithwi Singh)
- Salim Singh 1756-1774 (fill)
- Sawant Singh 1774-1844 (fill)
- Dalpat Singh 1844-1864 (net)
- Udai Singh 1864-1890 (takhur de Sabli, fill adoptiu)
- Raghunath Singh 1890-1929 (fill)
- Ram Singh II 1929-1949.
- Ambika Pratap Singh 1949.